# Dinh Van Than
Gilbert Dinh Van Than, en vietnamien Đinh Văn Thân, né en 1944 aux Nouvelles-Hébrides et mort le 28 février 2023 à Nouméa, est un homme d'affaires et homme politique vanuatais, décrit en 2007 par l'historien Ron Crocombe comme « peut-être l'entrepreneur le plus riche et le plus gros employeur privé au Vanuatu, considéré par beaucoup comme le citoyen le plus influent du pays ».

## Biographie
Il est issu de la communauté vietnamienne des Nouvelles-Hébrides, condominium colonial franco-britannique. De 1921 à 1940, des milliers de travailleurs sont transférés d'Indochine aux Nouvelles-Hébrides, principalement comme ouvriers agricoles sous contrat d’indenture pour les plantations de colons français. L'un d'eux est le père de Dinh Van Than, qui naît ainsi dans la colonie.
« Propriétaire d'une douzaine d'entreprises », Dinh Van Than fait fortune dans le milieu des affaires, devenant millionnaire et « l'un des hommes les plus riches du Vanuatu », nom adopté par les Nouvelles-Hébrides lors de l'indépendance du pays en 1980. En 1988, il devient, avec l'investisseur américain Jimmy Scantlin, l'un des deux principaux conseillers du Premier ministre Walter Lini. En 1991, lorsque Lini est évincé de la direction de son parti le Vanua'aku Pati et donc de la direction du gouvernement, Dinh Van Than organise et finance pour lui la création d'un nouveau parti, le Parti national unifié, que ses adversaires accusent alors de n'être que l'outil politique de cet homme d'affaires,. Lini adopte formellement Dinh comme membre de sa famille cette même année.
Un temps président du Fonds de pension national de Vanuatu, il voit sa maison à Port-Vila pillée le 12 janvier 1998 par des émeutiers après la publication d'un rapport de l'ombudsman accusant des dirigeants politiques d'avoir emprunté de l'argent à ce fonds pour leurs propres intérêts.
Chef du Parti national unifié à partir de 1999, il fait entrer le parti cette même année dans un gouvernement de coalition quadripartite mené par Barak Sopé. Le journaliste vanuatais Marc Neil-Jones écrit alors dans le journal Pacific Islands Monthly que « le nouveau gouvernement est, de fait, contrôlé par le Parti national unifié, l'ancien parti du Père Walter Lini, maintenant dirigé par l'homme d'affaires controversé Dinh Van Than ». Dinh Van Than mène le parti aux élections législatives vanuataises de 2002 ; le parti obtient huit sièges mais Dinh lui-même n'est pas élu au Parlement de Vanuatu. Évincé de la direction du parti en 2003, il fonde en 2004 le Parti national de Vanuatu, qu'il présente comme le parti héritier des idées et des principes de Walter Lini. Sous sa direction, le Parti national (PNV) fait campagne sur la promesse d'investissements dans le secteur agricole, dans l'enseignement technique, dans les infrastructures publiques et dans le réseau des télécommunications. Son frère Dominique Dinh quitte lui aussi le Parti national unifié et fonde son propre parti, le Mouvement des chefs, sans aucun succès électoral. Candidat dans la circonscription multi-siège de Port-Vila aux élections législatives anticipées de 2004, Dinh Van Than échoue à entrer au Parlement.
Il meurt à Nouméa le 28 février 2023 à l'âge de 79 ans.